# Canon EOS 7D
Canon EOS 7D è una fotocamera reflex digitale (DSLR) professionale da 18 megapixel prodotta da Canon, annunciata il 1º settembre 2009.
È la prima reflex digitale Canon con sensore in formato APS-C ad adottare la nomenclatura composta da una sola cifra più il carattere 'D', in passato utilizzata solo per fotocamere con sensore a pieno formato.
La 7D è rimasta nella gamma di modelli Canon senza sostituzione per poco più di cinque anni, il ciclo di produzione più lungo per qualsiasi fotocamera digitale EOS. Il 15 settembre 2014, Canon ha annunciato il modello successivo, la Canon EOS 7D Mark II.

## Caratteristiche tecniche
- Sensore CMOS APS-C da 18 Megapixel, produce un campo visivo pari a 1,6x la lunghezza focale (formato 35mm);
- Scatto continuo fino a 8 fotogrammi al secondo con raffiche fino a 126 immagini in formato JPEG (fino a 15 in formato RAW da 14bit) con scheda UDMA;
- Gamma ISO standard di 100-6.400 espandibile fino a H ISO 12.800;
- Mirino 100% intelligente con ingrandimento 1x e sovrimpressione LCD;
- AF con 19 punti a croce (comprende Spot AF e Zone AF);
- Sistema di misurazione iFCL con sensore a doppio strato a 63 zone;
- Doppio processore "DIGIC 4" per alte prestazioni, colori naturali e rumore sotto controllo;
- Riprese video Full HD con controllo automatico e manuale, selezione del Frame Rate;
- Schermo LCD Clear View II da 3,0";
- Trasmettitore Speedlite integrato che permette alla macchina di agire come master in un sistema multi-flash;
- Corpo in lega di magnesio con resistenza agli agenti atmosferici.

## Riconoscimenti
L'edizione 2010 dei TIPA Awards (Associazione Stampa Tecnica Immagine) vede la 7D vincitrice nella categoria relativa alle fotocamere reflex semi-professionali.

## Problemi e soluzioni
L'aggiornamento firmware alla versione 1.0.9 risolve problemi relativi ad accuratezza messa a fuoco in live view, resa colori anomala in rare circostanze, blocco dello specchio nell'utilizzo con flash.
Ad ottobre 2009 emerge un problema relativo all'esecuzione di più scatti in raffica se eseguiti in condizione di esposizione compensata; dove non sia stato aggiornato il firmware in alcuni fotogrammi possono presentarsi tracce dei fotogrammi precedenti. Questo problema è stato risolto con il firmware 1.1.0.
Ad aprile 2011 Canon pubblica il firmware versione 1.2.5 che risolve alcuni problemi riscontrati durante la ripresa di video su alcune schede di memoria.
Nel giugno 2012, Canon pubblica il firmware 2.0 che ottimizza le prestazioni; tra le varie innovazioni, in particolare, viene introdotta una migliore gestione della memoria che incrementa la durata della raffica e la possibilità di convertire i RAW direttamente in camera. Viene reso disponibile a partire dal 6 agosto.